# Фалькенштайн (замок, Гарц)
Фалькенштайн (нем. Falkenstein) — старинный горный замок в Гарце, на высокой горе, в долине реки Зельке. Построен в период с 1120 по 1180 год. С XII века Фалькенштайн служил местопребыванием графского рода, наиболее видным представителем которого был граф Гойер фон Фалькенштайн (умер в 1250 году), вместе с другом своим Эйке фон Репговом издавший знаменитый сборник саксонских прав и обычаев, известный под именем «Саксонского зерцала». Граф Бурхард IV фон Фалькенштайн, последний представитель рода, завещал в 1332 году своё графство капитулу Гальберштадта. От последнего оно перешло в 1386 году к роду Ассебургов (нем. Asseburg). В 1832 году замок был отреставрирован, и ему был придан средневековый характер. Неподалёку расположена пещера Тидиан, в которой находили золотой песок.